# Lista de navios lançados em dezembro de 1942
Lista como os navios lançados ao mar no mês de dezembro de 1942.
| Data           | Navio                     | País           | Construtor                            | Localização                          | Classe                      |  |
| -------------- | ------------------------- | -------------- | ------------------------------------- | ------------------------------------ | --------------------------- |  |
| 2 de dezembro  | USS LST-481               | Estados Unidos | Kaiser Cargo, Inc.                    | (Richmond, California, U.S.A.)       | LST                         |  |
| 2 de dezembro  | U-278                     | Alemanha       |                                       |                                      | Tipo VIIC                   |  |
| 3 de dezembro  | HMAS Cootamundra          | Austrália      |                                       |                                      | Bathurst                    |  |
| 3 de dezembro  | USS LST-471               | Estados Unidos | Kaiser Shipbuilding Co.               | (Vancouver, Washington, U.S.A.)      | LST                         |  |
| 5 de dezembro  | USS LST-420               | Estados Unidos | Bethlehem-Fairfield Shipyard Inc.     | (Baltimore, Maryland, U.S.A.)        | LST                         |  |
| 5 de dezembro  | USS LST-421               | Estados Unidos | Bethlehem-Fairfield Shipyard Inc.     | (Baltimore, Maryland, U.S.A.)        | LST                         |  |
| 6 de dezembro  | USS Belleau Wood (CVL-24) | Estados Unidos | New York Shipbuilding                 | New York City                        | Classe Independence         |  |
| 6 de dezembro  | Empire Rosa               | Reino Unido    | Blyth Dry Docks & Shipbuilding Co Ltd | Blyth                                | Rebocador                   |  |
| 7 de dezembro  | USS Bunker Hill (CV-17)   | Estados Unidos | Bethlehem Steel Company               | Quincy, Massachusetts                | Classe Essex                |  |
| 7 de dezembro  | USS New Jersey (BB-62)    | Estados Unidos | Philadelphia Navy Yard                | Philadelphia, Pennsylvania           | Classe Iowa                 |  |
| 7 de dezembro  | USS LST-12                | Estados Unidos | Dravo Corp.                           | (Pittsburgh, Pennsylvania, U.S.A.)   | LST                         |  |
| 7 de dezembro  | USS LST-65                | Estados Unidos | Jeffersonville Boat and Machine Co.   | (Jeffersonville, Indiana, U.S.A.)    | LST                         |  |
| 7 de dezembro  | USS LST-161               | Estados Unidos | Missouri Valley Bridge and Iron Co.   | (Evansville, Indiana, U.S.A.)        | LST                         |  |
| 7 de dezembro  | USS LST-472               | Estados Unidos | Kaiser Shipbuilding Co.               | (Vancouver, Washington, U.S.A.)      | LST                         |  |
| 8 de dezembro  | USS Miami (CL-89)         | Estados Unidos | William Cramp and Sons                | Philadelphia, Pennsylvania           | Cleveland                   |  |
| 8 de dezembro  | SS Empire Bardolph        | Reino Unido    | Short Brothers Ltd                    | Sunderland                           | Navio cargueiro refrigerado |  |
| 8 de dezembro  | SS Empire Candida         | Reino Unido    | William Gray & Co Ltd                 | West Hartlepool                      | Navio cargueiro             |  |
| 9 de dezembro  | USS LST-473               | Estados Unidos | Kaiser Shipbuilding Co.               | (Vancouver, Washington, U.S.A.)      | LST                         |  |
| 10 de dezembro | USS LST-422               | Estados Unidos | Bethlehem-Fairfield Shipyard Inc.     | (Baltimore, Maryland, U.S.A.)        | LST                         |  |
| 11 de dezembro | HMS Pheasant (U49)        | Reino Unido    |                                       |                                      | Black Swan (modificado)     |  |
| 11 de dezembro | USS LST-426               | Estados Unidos | Bethlehem-Fairfield Shipyard Inc.     | (Baltimore, Maryland, U.S.A.)        | LST                         |  |
| 12 de dezembro | USS LST-370               | Estados Unidos | Bethlehem Shipbuilding Corp.          | (Quincy, Massachusetts, U.S.A.)      | LST                         |  |
| 12 de dezembro | USS LST-371               | Estados Unidos | Bethlehem Shipbuilding Corp.          | (Quincy, Massachusetts, U.S.A.)      | LST                         |  |
| 12 de dezembro | USS LST-424               | Estados Unidos | Bethlehem-Fairfield Shipyard Inc.     | (Baltimore, Maryland, U.S.A.)        | LST                         |  |
| 12 de dezembro | USS LST-425               | Estados Unidos | Bethlehem-Fairfield Shipyard Inc.     | (Baltimore, Maryland, U.S.A.)        | LST                         |  |
| 12 de dezembro | USS LST-474               | Estados Unidos | Kaiser Shipbuilding Co.               | (Vancouver, Washington, U.S.A.)      | LST                         |  |
| 13 de dezembro | USS LST-197               | Estados Unidos | Chicago Bridge and Iron Co.           | (Seneca, Illinois, U.S.A.)           | LST                         |  |
| 14 de dezembro | USS LST-357               | Estados Unidos | Charleston Navy Yard                  | (Charleston, South Carolina, U.S.A.) | LST                         |  |
| 15 de dezembro | USS LST-343               | Estados Unidos | Norfolk Navy Yard                     | (Portsmouth, Virginia, U.S.A.)       | LST                         |  |
| 15 de dezembro | USS LST-344               | Estados Unidos | Norfolk Navy Yard                     | (Portsmouth, Virginia, U.S.A.)       | LST                         |  |
| 15 de dezembro | USS LST-345               | Estados Unidos | Norfolk Navy Yard                     | (Portsmouth, Virginia, U.S.A.)       | LST                         |  |
| 15 de dezembro | USS LST-346               | Estados Unidos | Norfolk Navy Yard                     | (Portsmouth, Virginia, U.S.A.)       | LST                         |  |
| 15 de dezembro | USS LST-358               | Estados Unidos | Charleston Navy Yard                  | (Charleston, South Carolina, U.S.A.) | LST                         |  |
| 17 de dezembro | USS LST-482               | Estados Unidos | Kaiser Cargo, Inc.                    | (Richmond, California, U.S.A.)       | LST                         |  |
| 18 de dezembro | SS Amelia Earhart         | Estados Unidos |                                       |                                      | Classe Liberty              |  |
| 18 de dezembro | SS Empire Brutus          | Reino Unido    | J L Thompson & Sons Ltd               | Sunderland                           | Navio cargueiro             |  |
| 19 de dezembro | USS Diver (ARS-5)         | Estados Unidos | Basalt Rock Company                   | Napa, California                     | Navio de resgate Diver      |  |
| 19 de dezembro | USS LST-16                | Estados Unidos | Dravo Corp.                           | (Wilmington, Delaware, U.S.A.)       | LST                         |  |
| 19 de dezembro | USS LST-63                | Estados Unidos | Jeffersonville Boat and Machine Co.   | (Jeffersonville, Indiana, U.S.A.)    | LST                         |  |
| 19 de dezembro | USS LST-427               | Estados Unidos | Bethlehem-Fairfield Shipyard Inc.     | (Baltimore, Maryland, U.S.A.)        | LST                         |  |
| 21 de dezembro | HMIS Narbada (U40)        | Reino Unido    |                                       |                                      | Black Swan                  |  |
| 21 de dezembro | MV Empire Courage         | Reino Unido    | Barclay Curle                         | Glasgow                              | navio cargueiro             |  |
| 21 de dezembro | Empire Titania            | Reino Unido    | Scott & Sons Ltd                      | Bowling                              | Rebocador                   |  |
| 22 de dezembro | Empire Ben                | Reino Unido    | J S Watson Ltd                        | Gainsborough                         | Rebocador                   |  |
| 22 de dezembro | USS LST-428               | Estados Unidos | Bethlehem-Fairfield Shipyard Inc.     | (Baltimore, Maryland, U.S.A.)        | LST                         |  |
| 23 de dezembro | MV Empire Commerce        | Reino Unido    | Sir J Laing & Sons Ltd                | Sunderland                           | Navio tanque                |  |
| 23 de dezembro | USS Reno (CL-96)          | Estados Unidos | Bethlehem Steel Company               | San Francisco, California            | Classe Atlanta              |  |
| 24 de dezembro | USS LST-332               | Estados Unidos | Philadelphia Navy Yard                | (Philadelphia, Pennsylvania, U.S.A.) | LST                         |  |
| 30 de dezembro | USS Carnegie (CVE-38)     | Estados Unidos | Seattle-Tacoma Shipyard               | Seattle, WA                          | Bogue                       |  |
| 30 de dezembro | USS LST-311               | Estados Unidos | New York Navy Yard                    | (New York, New York, U.S.A.)         | LST                         |  |
| 30 de dezembro | USS LST-312               | Estados Unidos | New York Navy Yard                    | (New York, New York, U.S.A.)         | LST                         |  |
| 30 de dezembro | USS LST-313               | Estados Unidos | New York Navy Yard                    | (New York, New York, U.S.A.)         | LST                         |  |
| 30 de dezembro | USS LST-314               | Estados Unidos | New York Navy Yard                    | (New York, New York, U.S.A.)         | LST                         |  |
| 30 de dezembro | USS LST-483               | Estados Unidos | Kaiser Cargo, Inc.                    | (Richmond, California, U.S.A.)       | LST                         |  |
| 31 de dezembro | USS Grapple (ARS-7)       | Estados Unidos | Basalt Rock Company                   | Napa                                 | Navio de resgate            |  |
| 31 de dezembro | Empire Demon              | Reino Unido    | John Crown & Sons Ltd                 | Sunderland                           | Rebocador                   |  |
| 31 de dezembro | USS LST-430               | Estados Unidos | Bethlehem-Fairfield Shipyard Inc.     | (Baltimore, Maryland, U.S.A.)        | LST                         |  |